# Peter Rodek
Peter Rodek (* 10. Dezember 1944 in Wien) ist ein österreichischer Politiker (ÖVP).

## Leben
Nach Besuch der Volksschule und einem Jahr Hauptschule wechselte Peter Rodek ans Realgymnasium, an dem er im Jahr 1964 die Matura ablegte. Ab 1965 arbeitete er als Sachbearbeiter im Finanzamt von Braunau am Inn in Oberösterreich. 1966 wurde Rodek zum Bezirkssekretär des Bauernbundes für die Bezirke Braunau am Inn, Schärding und Ried im Innkreis gewählt.
1992 wurde Rodek zum Bezirksparteivorsitzenden der ÖVP des Bezirks Braunau am Inn gewählt. Im März 1995 folgte seine Vereidigung als Mitglied des Bundesrats in Wien. Der Länderkammer gehörte Rodek daraufhin bis Juli 2000 an. Danach zog er als Abgeordneter der ÖVP in den Oberösterreichischen Landtag ein, in dem er bis 2003 ein Mandat bekleidete.
Heute lebt Peter Rodek in St. Peter am Hart, wo er Chef der Ortsgruppe des Seniorenbundes ist.